# 18100 Lebreton
18100 Lebreton è un asteroide della fascia principale. Scoperto nel 2000, presenta un'orbita caratterizzata da un semiasse maggiore pari a 2,2627802 UA e da un'eccentricità di 0,1725591, inclinata di 3,46424° rispetto all'eclittica.